# Miguel González Avelar
José Miguel González Avelar (Victoria de Durango, Durango; 19 de marzo de 1937 - Ciudad de México, 21 de noviembre de 2011) fue un escritor, abogado y político mexicano, miembro del Partido Revolucionario Institucional. Fue senador y secretario de Educación Pública.
Fue elegido diputado federal y senador por el estado de Durango, y durante este cargo, de 1982 a 1985, fue presidente del Senado de México. En 1985, el presidente Miguel de la Madrid lo nombró titular de la Secretaría de Educación Pública, y en 1987 fue uno de los seis distinguidos priistas, como se denominó a los seis presuntos aspirantes del Partido Revolucionario Institucional a la presidencia de la República, junto con Ramón Aguirre Velázquez, Manuel Bartlett Díaz, Alfredo del Mazo González, Sergio García Ramírez y Carlos Salinas de Gortari, quien finalmente sería el candidato.

## Obras publicadas
- Varona. 1971
- México en el umbral de la reforma. 1972
- La Constitución de Apatzingán. 1973
- La muerte de Adelita. 1973
- Palíndromas. 1984
- Clipperton, isla mexicana. 1992
- La Suprema Corte y la política. 1994
- La educación del entusiasmo. 1999
- Versos hospitalarios. 2004